# Стефан Дарда
Стефан Дарда (пол. Stefan Darda, 2 вересня 1972, Томашів) — польський письменник-фантаст та автор горору. Лауреат премії «Наутилус» за 2012 рік.

## Біографія
Стефан Дарда народився у 1972 році в Томашові. Тривалий час проживав із родиною в Любичі-Королівській, натепер проживає в Перемишлі. Літературну діяльність розпочав з 2008 року, коли вийшов друком його дебютний роман «Будинок на вирубці» (пол. Dom na Wyrębach), написаний у жанрі горору, який номінувався на премію імені Зайделя та премію «Сфінкс». У 2010 році письменник видав першу частину тетралогії «Чорне пасовисько» (пол. Czarny Wygon), яка також написана в жанрі горору. Третя частина тетралогії «Біси» (пол. Bisy) увійшла до списку кращих польських творів в жанрі горору за 2012 рік, а Стефан Дарда отримав за цей роман премію «Наутилус». У 2014 році вийшла друком четверта частина тетралогії під назвою «Біси ІІ» (пол. Bisy II), яка також увійшла до списку претендентів на премію імені Зайделя. У 2015 році Стефан Дарда за оповідання «Розповім тобі похмуру історію» (пол. Opowiem ci mroczną historię) отримав премію імені Стефана Грабінського, яка вручалась за кращі польські твори в жанрі горору. У 2017—2018 роках письменник написав два романи у продовження свого дебютного роману «Будинок на вирубці». У 2019 році Дарда започаткував новий цикл творів «Пробудження померлого часу» (пол. Przebudzenie zmarłego czasu), в якому заплановано чотири частини.
У 1991—1995 роках Стефан Дарда був одним із музикантів люблінського Оркестру Святого Миколая.

## Вибрана бібліографія
- 2008— Будинок на вирубці (пол. Dom na wyrębach)
- 2010 — Сонячна долина пол. Słoneczna Dolina
- 2010 — Старовина (пол. Starzyzna)
- 2012 — Біси (пол. Bisy)
- 2014 — Біси ІІ (пол. Bisy II)
- 2015 — Убий мене, тату (пол. Zabij mnie, tato)
- 2017 — Новий будинок на вирубці (пол. Nowy dom na Wyrębach)
- 2018 — Новий будинок на вирубці ІІ (пол. Nowy dom na Wyrębach II)
- 2019 — Млин Цимановських (пол. Cymanowski Młyn, у співавторстві з Магдаленою Віткевич)
- 2019 — Пробудження мертвого часу. Повернення (пол. Przebudzenie zmarłego czasu. Powrót)